# Sanna Nielsen

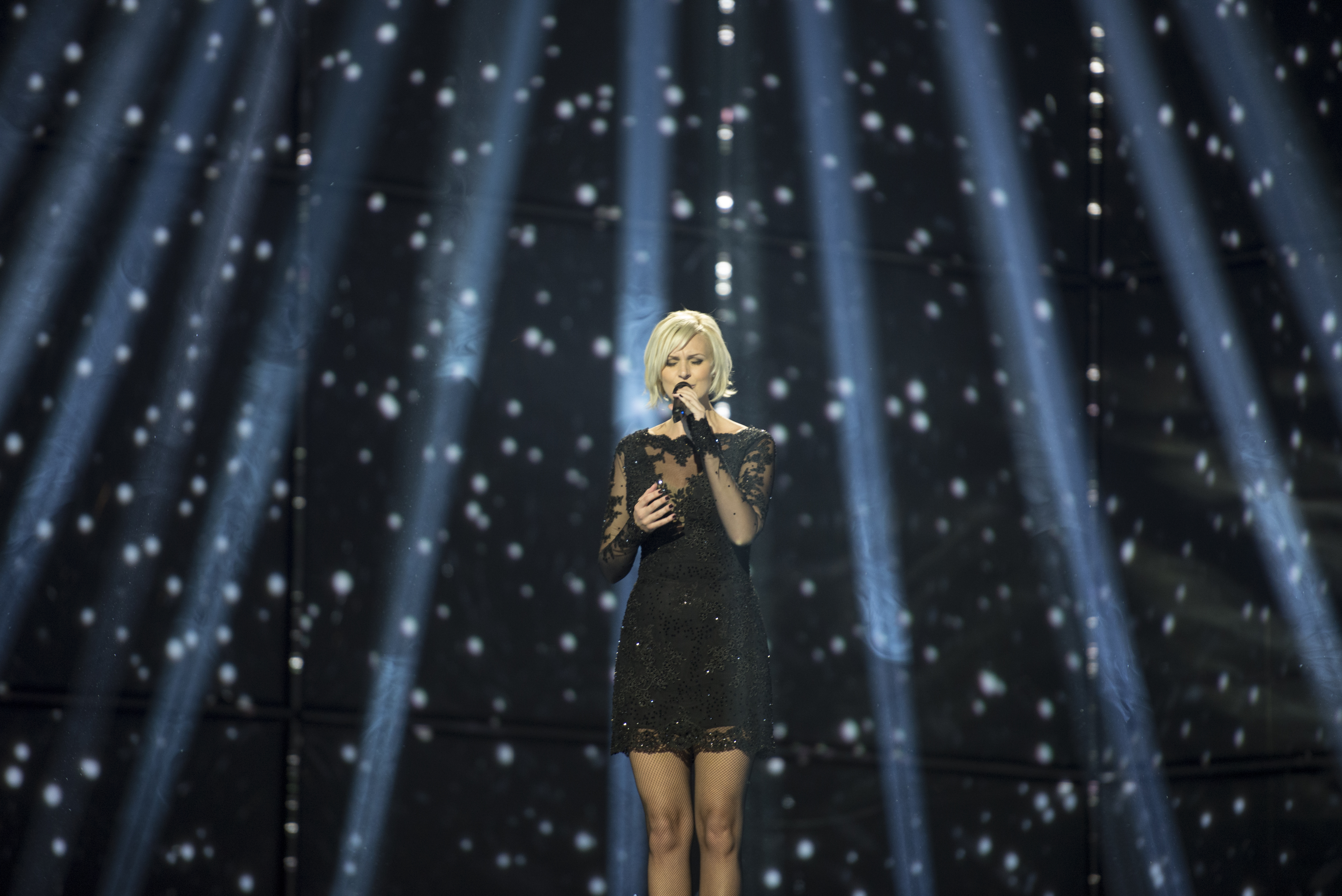
Sanna Nielsen no Festival Eurovisão da Canção 2014.

Sanna Nielsen (27 de novembro de 1984) é uma cantora sueca. Representou a Suécia no Festival Eurovisão da Canção 2014, em Copenhaga, na Dinamarca, com o tema "Undo", onde ficou em 3º lugar com 218 pontos.

## Carreira
Sanna Nielsen nasceu e cresceu em Edenryd, uma pequena localidade do município de Bromölla, na Escânia. A carreira de Sanna Nielsen começou em várias pesquisas de talento, sendo a primeira em 1992, em Olofström. Em 1994, ela participou de uma busca de talentos em Kallinge e venceu com a canção " Can You Feel Tonight Amor ". Nielsen realizada com o danceband Mats Elmes entre 1995 e 1996 com a idade de onze anos.
Ao mesmo tempo, ela alcançou o primeiro lugar no Svensktoppen com a música "Till en fågel". Nielsen tornou-se a pessoa mais jovem a alcançar o número um no gráfico.

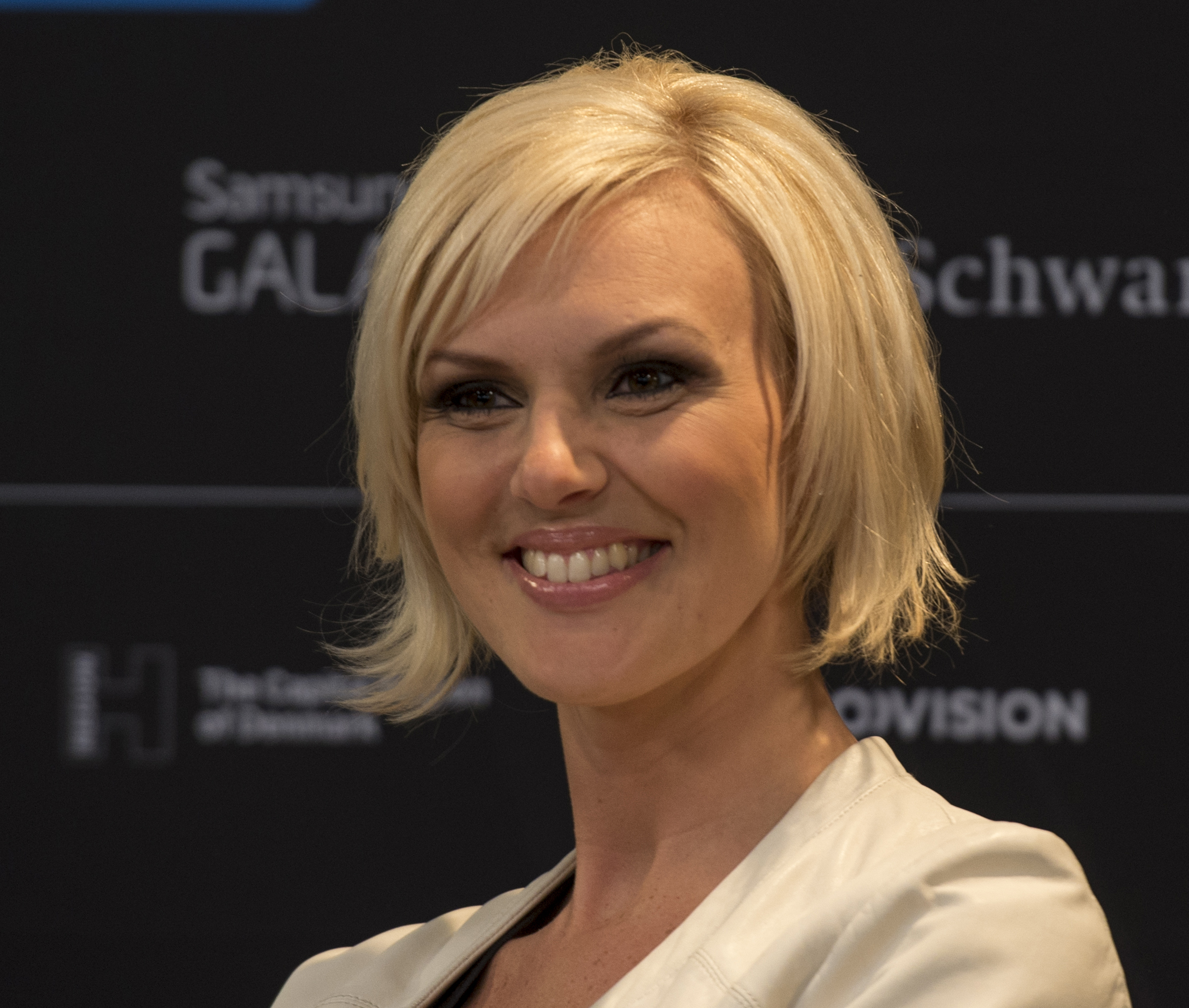

Em Setembro de 1996 Nielsens debut álbum "Silvertoner" foi lançado. Um colaborador do álbum Göteborgs-Posten em comparação Nielsen para Carola Häggkvist e Sissel Kyrkjebø . Durante os anos seguintes Nielsen lançou o álbum Min önskejul em 1997 ea música single "Time to Say Goodbye", em 1999.  Durante seus anos de ensino médio, ela estudou o programa Estetichal e principalmente música em Helenehoms Gymnastin em Malmö. 
Em Dezembro de 2001 Nielsen participou de uma turnê de Natal junto com Christer Sjögren , Sten Nilsson e Charlotte Perrelli . Em 2002, ela saiu em turnê com Roger Pontare e em dezembro do mesmo ano, ela participou de um concerto de Natal com Kalle Moraeus e Tito Beltran em ambos 2003 e 2004. 
Em Fevereiro de 2006, seu segundo álbum solo de música Nära mej, nära dej foi lançado com letra e música de Fredrik Kempe e Marcos Ubeda.
Em Julho-Agosto 2007, ela estava em uma nova turnê de música chamado Sommar, Sommar, Sommar juntamente com Shirley Grampo e Sonja Aldén.  
Em Abril de 2008 o álbum Stronger foi lançado, um álbum completamente em língua inglesa, a primeira vez Nielsen teve como um álbum.  No mesmo ano, o álbum Our Christmas foi lançado, contendo canções de Natal juntamente com Shirley Grampo e Sonja Aldén.
Em Dezembro de 2013 Nielsen lançou seu sétimo álbum de estúdio chamado Min jul com músicas de Natal.
Em 2014, voltou a participar (pela 7ª vez) no Melodifestivalen com o tema "Undo", e com o qual conseguiu o passe para representar a Suécia no Festival Eurovisão da Canção, onde alcançou o 3º posto. 
Em Julho do mesmo ano lançou o álbum "7" que conta com os temas "Undo", "Rainbow", entre outros. 